# شيف جون بيغ تري
شيف جون بيغ تري (بالإنجليزية: Chief John Big Tree) مواليد 2 يونيو 1877 في ميشيغان، الولايات المتحدة - الوفاة 6 يوليو 1967 في نيويورك، الولايات المتحدة، هو ممثل أمريكي بدأ مسيرته الفنية سنة 1915. ظهر في قرابة 59 فلما. امتدت مسيرته الفنية لأكثر من 35 عاما.

## الأعمال
- عربة الجياد
- كانت تلبس الشريط الأصفر

## روابط خارجية
- شيف جون بيغ تري على موقع IMDb (الإنجليزية)
- شيف جون بيغ تري على موقع أول موفي (الإنجليزية)
- شيف جون بيغ تري على موقع قاعدة بيانات الفيلم (الإنجليزية)